# Karl Pieper (Warstein)
Karl Pieper (* 20. Februar 1879 in Warstein; † 2. November 1959 ebenda) war ein deutscher Verwaltungsbeamter und Politiker (CDU).

## Leben

### Elternhaus und Kindheit (1879–1889)
Karl Pieper wurde am 20. Februar 1879 in Warstein geboren. Seine Familie stammte aus Warstein im Sauerland und die Eltern waren der Landwirt Franz Engelbert Pieper (1840–1918) und dessen Frau Sophia Elisabeth Pieper geb. Knülle (1841–1914). Seine älteren Geschwister Franz (1869–1869), Wilhelm (1872–1872) und Maria Anna (1873–1873) starben bereits im Säuglingsalter. Die vier weiteren Geschwister hießen Elisabeth (1865–?), Joseph (1866–?), Franz (1870–1944) und Wilhelm (1876–?).

### Junge Jahre und Hochzeit (1890–1906)
Karl Pieper arbeitete in jungen Jahren als Fabrikarbeiter. Am 24. Februar 1906 heiratete er in Warstein die aus Dorsten stammende Bernardine Johanna Henriette Klemmt (1881–1963).

### Zeit bei der Stadt Warstein und in der Politik (1919–1933)
Von 1919 bis zum 5. Juli 1933 war er als Stadtkontrolleur bei der Stadt Warstein angestellt. 1919 übernahm Pieper zudem das Ehrenamt des Stadtvorstehers. Aufgrund einer Verordnung des preußischen Staatsministeriums über die Festsetzung des Wahltages für die kommunalen Neuwahlen vom 4. Februar 1933 fand die Wahl zur Stadtvertretung Warsteins am 12. März 1933 statt.
Nach der Wahl bestand die Stadtvertretung aus 2 Mitgliedern der SPD, zwei Mitgliedern der deutschen Staatspartei, zwei Mitgliedern der Zentrumspartei, zwei Mitgliedern der NSDAP, ein Mitglied der Christlichen Arbeitergewerkschaft, 1éin Mitglied aus Handel und Gewerbe und einem Vertreter der Bürgerliste. Am 28. März fand die konstituierende Sitzung der neuen Stadtvertretung Warsteins statt. Aus der Versammlung schlug man vor, den bisherigen Stadtvorsteher Karl Pieper für die nächste Amtsperiode erneut zu wählen. Gegen eine Wiederwahl sprach sich Alfred Siepmann (NSDAP) aus. Für Karl Pieper stimmten sechs, gegen ihn vier und eine Stimme war ungültig. Er nahm die Wahl an. Nach eigenen Angaben war Pieper Gegner der NSDAP.

### Während des Nationalsozialismus (1933–1945)
Am 4. April 1933 wurde er beurlaubt und durch die Verfügung des Landrats Arnsberg am 5. Juli 1933 aus dem Amt des Stadtvorstehers und aus dem Angestelltenverhältnis zur Stadt Warstein entlassen. Familie Pieper lebte von 1933 bis 1945 in wirtschaftlich schlechten Verhältnissen von einer geringen Erwerbslosenunterstützung. Ab 1938 erhielt er eine geringfügige Angestelltenrente. Durch einen Nebenverdienst als Versicherungsvertreter besserte er seine Rente auf.

### Bürgermeisteramt und Ruhestand (1946–1959)
Karl Pieper war der erste Bürgermeister Warsteins nach dem Zweiten Weltkrieg. Seine Amtszeit dauerte vom April bis zum September 1946 an. Am 2. November 1959 verstarb Karl Pieper in Warstein. Seine Frau starb 1963.

### Weiteres
Karl Pieper war Mitglied und Ehrenmitglied der Freiwilligen Feuerwehr Warstein.

## Erbe
Nach Karl Pieper wurde die Karl-Pieper-Straße in Warstein benannt.